# Christian Semler

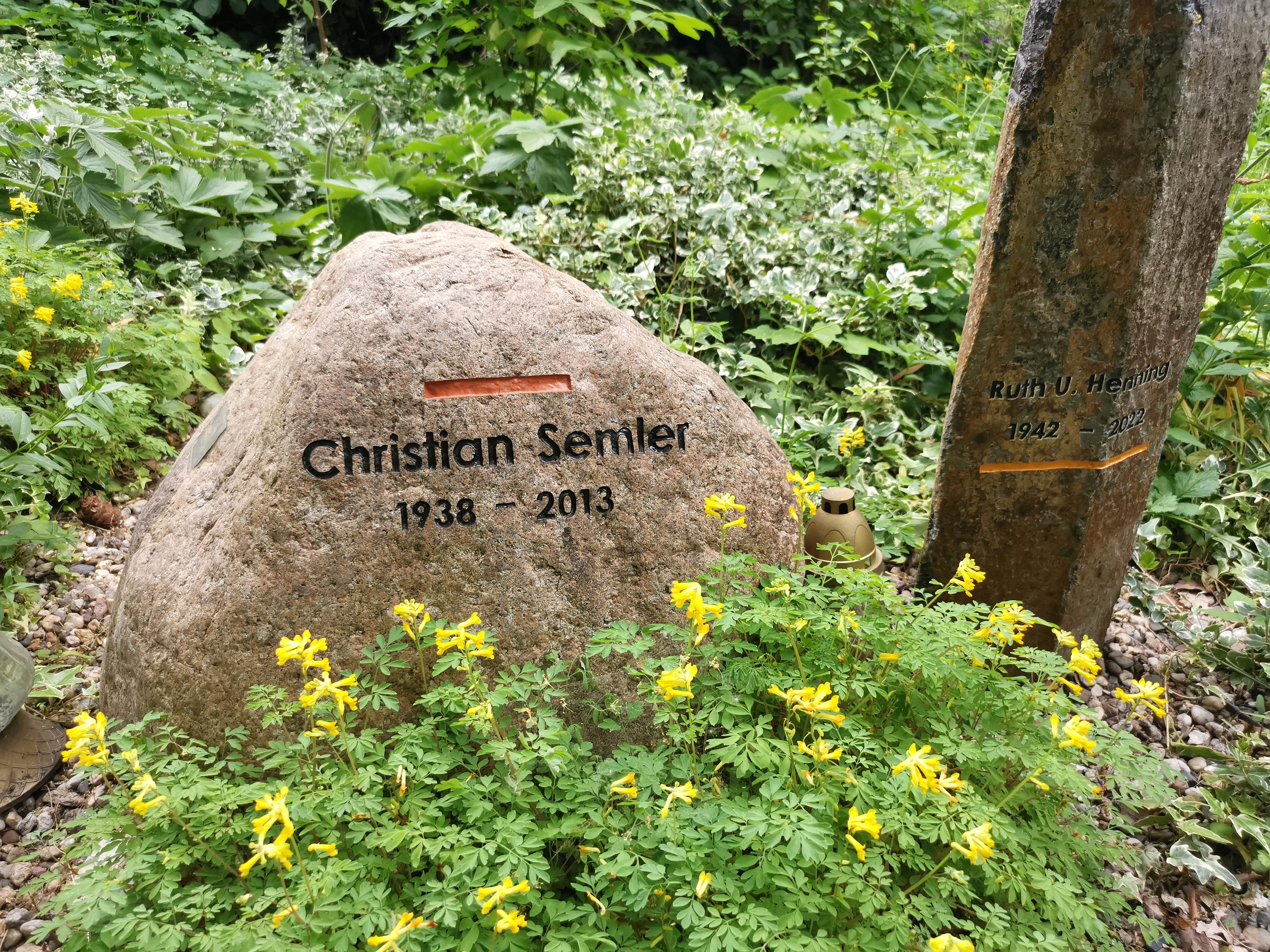
Grab auf dem Friedhof I der Georgen-Parochialgemeinde in Berlin

Christian Semler (* 13. Dezember 1938 in Berlin; † 13. Februar 2013 ebenda) war ein deutscher Journalist und führender Vertreter der Westdeutschen Studentenbewegung der 1960er Jahre.

## Leben
Geboren wurde Semler 1938 als Sohn der Kabarettistin und Schauspielerin Ursula Herking und des CSU-Mitbegründers Johannes Semler. Von 1957 bis 1961 studierte er Rechtswissenschaft an der Albert-Ludwigs-Universität Freiburg und der Ludwig-Maximilians-Universität München. Ein 1963 begonnenes Studium der Geschichte und Politikwissenschaft brach er ab.
1957 trat er in die Sozialdemokratische Partei Deutschlands und den Sozialistischen Deutschen Studentenbund (SDS) ein; die SPD verließ er allerdings bereits 1959 wieder. Von 1966 bis 1970 war Semler ein Mitglied des Beirats des SDS. Mit ihm, Rudi Dutschke und Bernd Rabehl führte Hans Magnus Enzensberger im Oktober 1967 für die Zeitschrift Kursbuch Ein Gespräch über die Zukunft, in dem über revolutionäre Ziele und Möglichkeiten reflektiert wurde.
1970 gründete Semler zusammen mit Jürgen Horlemann und Peter Neitzke die maoistische Kommunistische Partei Deutschlands (Aufbauorganisation) (KPD/AO), deren Vorsitzender er später war. 1973 war er an einem Sturm aufs Bonner Rathaus beteiligt. Semler war Leiter einer Parteidelegation, die im November 1976 die Volksrepublik China besuchte, wo er u. a. mit Li Xiannian zusammentraf. Nach der Auflösung der KPD/AO 1980 arbeitete Semler als freier Journalist in Köln. Im Frühjahr 1989 zog er wieder nach West-Berlin und wurde Redakteur der taz, für die er auch als Rentner weiter als freier Autor tätig war. Er hatte sich unterdessen als Kenner und Unterstützer der Oppositionellen in Osteuropa einen Namen gemacht. Ab Anfang der 1990er Jahre wohnte er in Berlin-Prenzlauer Berg.
Im Jahr 2009 erhielt Semler den für die beste Analyse vergebenen Otto-Brenner-Preis Spezial und am 3. September 2010 die Dankesmedaille des Europäischen Zentrums der Solidarność im Reichstagsgebäude in Berlin. Die Medaille überreichte ihm der polnische Staatspräsident Bronisław Komorowski.
Christian Semler erlag im Alter von 74 Jahren seiner Leukämieerkrankung.

## Veröffentlichungen
- Gegen die Vorherrschaftspläne des sowjetischen Sozialimperialismus in Europa! Rede des Genossen Christian Semler. Verlag Rote Fahne, Köln 1975.
- Im Wilden Osten. Politische Erkundungen in Ostmitteleuropa (= Wagenbachs Taschenbücherei. Bd. 170). Wagenbach, Berlin 1990, ISBN 3-8031-2170-1.
- als Herausgeber mit Frank Herterich: Dazwischen. Ostmitteleuropäische Reflexionen (= Edition Suhrkamp 1560 = NF 560). Suhrkamp, Frankfurt am Main 1989, ISBN 3-518-11560-X.
- 1968 im Westen – was ging uns die DDR an? In: Aus Politik und Zeitgeschichte. Nr. 45, 2003, S. 3–5 (online).
- Kein Kommunismus ist auch keine Lösung. Texte und Essays. taz Verlag, Berlin 2013, ISBN 978-3-937683-43-0.